# Cosecha de mujeres: Safari en el desierto mexicano
Cosecha de mujeres: Safari en el desierto mexicano es un libro de investigación periodística escrito por la reportera Diana Washington Valdez acerca de los feminicidios en Ciudad Juárez, Chihuahua. Publicado originalmente en 2005, el libro documenta la ola de asesinatos de mujeres en esa región y plantea una hipótesis sobre las causas y responsables detrás de dichos crímenes. Con un tono objetivo y un estilo cercano al reportaje literario, la autora expone las fallas de las investigaciones oficiales y la presunta complicidad de autoridades y figuras poderosas en la persistencia de los asesinatos.

## Sinopsis
El libro ofrece un análisis detallado de la década de asesinatos de mujeres en Ciudad Juárez y sus alrededores, presentando datos escalofriantes: más de 400 mujeres asesinadas entre 1993 y 2003, muchas de ellas víctimas de agresión sexual, mutilación y tortura. Washington Valdez describe cómo la mayoría de las víctimas eran jóvenes de clases populares (estudiantes, obreras de maquiladora, migrantes) cuyos cuerpos aparecían en parajes desérticos días o semanas después de su desaparición. El libro destaca la indiferencia gubernamental y la ineptitud policial ante estos crímenes: a pesar del elevado número de casos y su brutalidad, las autoridades locales y federales no lograron detener a los responsables.
La autora analiza críticamente las teorías oficiales y explicaciones difundidas hasta entonces. Valdez descarta hipótesis como la existencia de uno o varios asesinos seriales aislados, la participación de redes de tráfico de órganos, videos snuff, ritos satánicos o pandillas callejeras, considerándolas argumentos insostenibles o desviaciones sexistas de la realidad. En su lugar, el libro desarrolla una hipótesis central: algunos asesinatos serían perpetrados por un grupo de jóvenes de familias prominentes de Ciudad Juárez —los llamados “juniors”— con vínculos con el cártel local de la droga, quienes gozarían de protección policial y política. Washington Valdez expone que estos individuos habrían convertido el asesinato de mujeres en una especie de “deporte” o rito, efectuando cacerías humanas (el “safari” al que alude el subtítulo) amparados por la corrupción e impunidad imperantes.
Para sustentar su tesis, la periodista aporta evidencias y testimonios recopilados durante seis años de investigación. El libro revela la existencia de fiestas privadas donde abundan drogas y sexo, en las que niñas y mujeres jóvenes habrían sido violadas y asesinadas, con la connivencia de ciertos funcionarios que encubren estos actos. Valdez identifica lugares específicos (como Lomas de Poleo o Lote Bravo, zonas desérticas donde se hallaron varios cuerpos) y menciona los nombres de algunas familias influyentes supuestamente implicadas, así como sus nexos con el narcotráfico local. Asimismo, describe el “circuito de protección y corrupción” que involucra a policías y autoridades, responsables —según la autora— de encubrir a los verdaderos culpables y de imponer una “ley del silencio” en torno a los feminicidios de Juárez.
Cosecha de mujeres combina la narración de casos concretos con análisis investigativo. Valdez intercala reconstrucciones de crímenes (incluyendo las circunstancias de desaparición y hallazgo de varias víctimas) con capítulos que exploran la actuación de las autoridades y eventos relacionados. Por ejemplo, el libro aborda el caso de Mario Escobedo, un abogado asesinado por policías en 2002 tras cuestionar la versión oficial de unos homicidios, y el de “El Negro” Lardizábal, un policía desaparecido en 1993 mientras investigaba la corrupción dentro de las corporaciones de Chihuahua. Estos episodios sirven para ilustrar el patrón de encubrimiento institucional y violencia conexa que, según la autora, rodea a los feminicidios. En el epílogo, Washington Valdez relata incluso las amenazas directas que recibió durante su trabajo (policías ligados al narcotráfico le advirtieron que no volviera a Juárez, insinuando que preparaban un atentado contra ella), evidencia del riesgo que implicó sacar a la luz la información contenida en el libro.

## Recepción crítica
En 2005, medios internacionales como El País de España destacaron la valentía de Diana Washington Valdez al romper el silencio en torno a los crímenes de Juárez, presentándola junto a otras periodistas de denuncia (como Lydia Cacho) que “se atreven a violar” la ley del silencio imperante y sufren consecuencias por ello. La cobertura mediática subrayó que el libro era el fruto de seis años de indagaciones y que la autora enfrentó riesgos personales por exponer estos hechos, lo que le valió reconocimiento como voz autorizada sobre el tema.
En el ámbito de la crítica literaria y periodística, Cosecha de mujeres fue bien recibido por su rigor investigativo. El libro fue postulado en 2006 al premio Lettre Ulysses de Reportaje Literario, un galardón internacional que distingue trabajos sobresalientes de periodismo narrativo. La nominación a este premio (considerado único en su tipo a nivel mundial) señaló la calidad del libro como obra de periodismo literario, situando la tragedia de Juárez en la mira del público internacional. Si bien no todos los comentaristas estuvieron de acuerdo con las conclusiones de Washington Valdez, su labor fue comparada favorablemente con la de otros destacados cronistas de no ficción. Por ejemplo, la periodista fue finalista junto a autores de diversos países en el Lettre Ulysses, y su investigación se citó como representativa de un reportaje de alto impacto social.
Algunos escépticos cuestionaron la tesis central de la autora. Washington Valdez reconoce en el propio libro que “su teoría es rechazada por algunos” debido a que resulta difícil de asimilar la conexión que ella establece entre jóvenes poderosos de la élite juarense y las víctimas, mujeres humildes asesinadas. Este sector crítico dudaba de que existiera un “modus operandi” sistemático respaldado por figuras prominentes, sugiriendo en cambio explicaciones más convencionales (criminales comunes, asesinos seriales independientes, etc.). No obstante, investigadores y académicos especializados en violencia de género han dado crédito a las conclusiones de Cosecha de mujeres.
El libro también atrajo la atención de organizaciones internacionales y periodistas de investigación. Diana Washington Valdez fue invitada a disertar sobre el tema en diversos foros y ha sido entrevistada ampliamente en medios de Estados Unidos, México y Europa, consolidándose como una de las voces referenciales en el caso Juárez. En 2008, su esfuerzo periodístico fue reconocido con el Premio Samuel Chavkin a la Integridad en el Periodismo Latinoamericano, otorgado en Nueva York por la organización NACLA (North American Congress on Latin America).

## Relevancia e impacto
En el contexto del feminicidio en Ciudad Juárez, Cosecha de mujeres es una obra de referencia que ha tenido un impacto notable en el debate público, político y académico sobre estos crímenes. Su publicación coincidió con una creciente atención internacional al fenómeno de las “muertas de Juárez”, contribuyendo a visibilizar que no se trataba de casos aislados sino de un patrón de violencia de género sistemática. El libro de Washington Valdez reforzó la noción —ya planteada por activistas locales— de que en Ciudad Juárez ocurría un “feminicidio” sistémico, término que empezó a usarse en México precisamente a mediados de la década de 2000 para describir estos asesinatos por razón de género. Al difundir ampliamente evidencia de corrupción y encubrimiento, la autora abonó a las denuncias de impunidad estructural que organizaciones civiles venían haciendo: sus hallazgos coincidían con señalamientos de grupos como Nuestras Hijas de Regreso a Casa o Amnistía Internacional sobre la complicidad de autoridades en la falta de justicia. Instancias internacionales como la ONU y la Comisión Interamericana de Derechos Humanos tomaron cartas en el asunto; en 2007 la Corte Interamericana atrajo el caso y posteriormente declaró al Estado mexicano responsable por no prevenir los feminicidios ni garantizar investigaciones efectivas. La investigación de Valdez, al revelar posibles conexiones con el narcotráfico y la corrupción policial, amplió el marco del debate más allá de la violencia de género, vinculándolo con problemas endémicos de México como el crimen organizado y la colusión de funcionarios. 
A nivel social, Cosecha de mujeres tuvo impacto en la conciencia pública y la memoria colectiva del caso Juárez. La crudeza de los hechos narrados y la identificación de presuntos responsables impulsaron una mayor indignación e involucramiento ciudadano. El libro ayudó a mantener viva la exigencia de justicia: familiares de víctimas y colectivos de mujeres lo han referido como una pieza que respalda sus reclamos de esclarecer la verdad y castigar a los culpables. Asimismo, la obra alimentó otras expresiones culturales y mediáticas sobre el tema. Por ejemplo, la tragedia de Juárez llegó al cine comercial con la película Bordertown (2007), protagonizada por Jennifer Lopez y Antonio Banderas, inspirada en los feminicidios fronterizos y que reflejó varias de las denuncias que periodistas como Valdez dieron a conocer. Del mismo modo, novelas y trabajos literarios (como 2666 de Roberto Bolaño o Huesos en el desierto de Sergio González Rodríguez) han abordado estos crímenes, y en algunos análisis se percibe la influencia de las revelaciones documentadas por Washington Valdez.
En el terreno periodístico, Cosecha de mujeres abrió camino para que otros reporteros investigaran el tema con enfoque crítico. Posteriormente surgieron libros como Las hijas de Juárez (2007) de Teresa Rodríguez, o reportajes extensos en prensa internacional, que retomaron la ruta investigativa de indagar conexiones de poder detrás de los feminicidios. La propia Diana Washington Valdez continuó activa difundiendo información: la versión en inglés de su libro fue promocionada como la primera obra de no ficción sobre los asesinatos de Juárez que llamó la atención internacional masiva, y fue utilizada como fuente en foros diplomáticos y de derechos humanos. Organismos como Amnistía Internacional, el Parlamento Europeo y el Departamento de Estado de Estados Unidos emitieron exhortos al gobierno mexicano para actuar contra los feminicidios, apoyándose en datos y casos expuestos por periodistas investigativas. En 2008, al recibir el premio Chavkin, Washington Valdez afirmó que su motivación era dar voz a las víctimas y presionar por cambios; su trabajo, junto con el de activistas locales, se considera parte de los factores que llevaron a reformas legales en México (tipificación del feminicidio, protocolos de investigación con perspectiva de género, etc.).